# Guaianases
Guaianases es un distrito ubicado en la Zona Este de la ciudad de São Paulo, Brasil. Administrativamente pertenece a la subprefecura homónima.

## Distritos limítrofes
- Lajeado (norte).
- Ferraz de Vasconcelos (este).
- Cidade Tiradentes (sur).
- José Bonifácio (este).